# Little Rancheria River
Little Rancheria River är ett vattendrag i Kanada.   Det ligger i British Columbia och Yukon, i den centrala delen av landet, 3 800 km väster om huvudstaden Ottawa.
I omgivningarna runt Little Rancheria River växer i huvudsak barrskog. Trakten runt Little Rancheria River är nära nog obefolkad, med mindre än två invånare per kvadratkilometer.